# البنك التونسي الكويتي

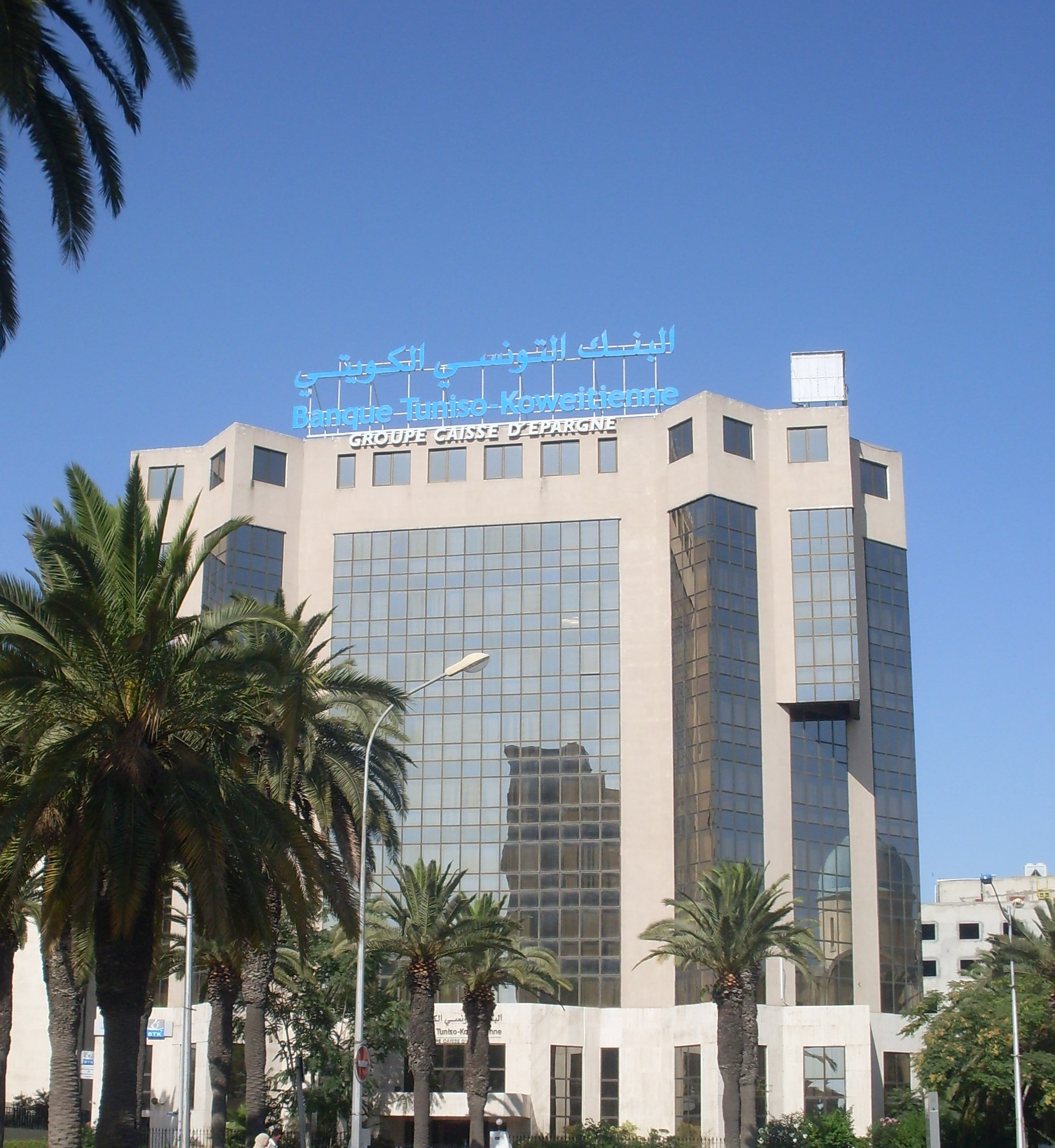
مقر البنك.

البنك التونسي الكويتي (بالفرنسية: Banque tuniso-koweïtienne)‏، كان اسمه البنك التونسي الكويتي للتنمية (بالفرنسية: Banque tuniso-koweïtienne de développement)‏ حتى عام 2007. هو بنك تمتلكه في الأصل تونس والكويت بحصص متساوية، وفي 23 أكتوبر 2007، تحصلت مجموعة صندوق الادخار الفرنسية (بالفرنسية: Groupe Caisse d'épargne)‏ على 60% من رأس مال البنك بإحالة قدرها 300 مليون دينار تونسي. تحتفظ مجموعة صندوق الادخار في مجلس الإدارة بستّة مقاعد بينما تحتفظ الدولتان التونسيّة والكويتيّة بمقعدين لكلّ منهما.